# Cmentarz parafialny w Legionowie
Cmentarz parafialny w Legionowie – cmentarz katolicki położony w Legionowie przy al. Legionów należący do parafii św. Jana Kantego w Legionowie.

## Historia
Cmentarz został założony w 1934 na piaszczystej wydmie w ramach Osady Parcelacyjnej Jabłonna Legionowa III tzn. na III Parceli. Jest położony między ulicami Legionów i Wardeckiego. Inicjatorem utworzenia nekropolii był proboszcz legionowskiej parafii ks. Anatol Sałaga.
Przed powstaniem cmentarza osoby wyznania katolickiego zamieszkujące Legionowo były chowane w szczególności na cmentarzu parafialnym w Chotomowie. Na nowy cmentarz przeniesiono też część prochów z garnizonowego cmentarza w Wieliszewie.
Najstarsze zachowane pochówki pochodzą z 1934, w tym grób Aleksandra Smogorzewskiego, sekretarza zarządu Ochotniczej Straży Pożarnej w Legionowie, zmarłego 20 września 1934.
W czasie działań wojennych z października 1944 niektóre nagrobki zostały ostrzelane.
Na terenie kwatery wojennej upamiętniono żołnierzy wojny obronnej 1939, żołnierzy Armii Krajowej, ofiar okupanta niemieckiego. Wśród grobów wyróżnia się mogiła Jana i Władysławy Skonieckich, działaczy PPR i członków Armii Ludowej zamordowanych przez hitlerowców 12 stycznia 1944, po walce na ich posesji przy ul. Królowej Jadwigi, w trakcie której zginął także syn Skonieckich Jerzy i 13-letni łącznik Władysław Nalazek. W grobie złożono również córkę Skonieckich 17-letnią Annę Barbarę, ps. „Hanka”, która zginęła 21 sierpnia 1944.

## Osoby pochowane
- Antoni Huczyński (1922–2020) – lekarz weterynarii, żołnierz Armii Krajowej, powstaniec warszawski, strzelec Wojska Polskiego, działacz kombatancki
- Antoni Juchełko (1892–1947) – żołnierz Gwardii Ludowej i Armii Ludowej, działacz komunistyczny
- Wincenty Grabarczyk (1931–2023) – aktor teatralny i filmowy, reżyser teatralny i dyrektor teatrów.
- Agnieszka Kotulanka (1956–2018) – aktorka filmowa i teatralna, wykonawczyni piosenki aktorskiej
- Bohdan Krzywicki (1935–2020) – aktor teatralny i filmowy
- Kazimierz Kuska (1905–1953) – działacz robotniczy, komunista, żołnierz Gwardii Ludowej i Armii Ludowej, po wojnie pierwszy wójt gminy Jabłonna
- Czesław Makowski (1890–1968) – działacz Polskiej Partii Socjalistycznej, żołnierz Gwardii Ludowej i Armii Ludowej w Legionowie, działacz PZPR
- Kazimierz Piechór (1943–2016) – matematyk, profesor Instytutu Podstawowych Problemów Techniki Polskiej Akademii Nauk, Uniwersytetu Warszawskiego i innych uczelni
- Antonina Salamon (1893–1971) – działaczka komunistyczna, w czasie II wojny światowej uczestniczka konspiracji
- Kazimierz Wrześniewski (1936–2012) – psycholog, doktor habilitowany, wykładowca Uniwersytetu Warszawskiego i Szkoły Wyższej Psychologii Społecznej w Warszawie